# 埃斯基尔·埃贝森
埃斯基尔·埃贝森（丹麥語：Eskild Ebbesen，1972年5月27日—），丹麦男子赛艇运动员。他曾代表丹麦参加1996年、2000年、2004年、2008年和2012年夏季奥林匹克运动会赛艇比赛，获得三枚金牌和二枚铜牌。